# Spurgeon (Tennessee)
Spurgeon es un lugar designado por el censo ubicado en los condados de Washington y Sullivan en el estado estadounidense de Tennessee. En el Censo de 2010 tenía una población de 3.957 habitantes y una densidad poblacional de 361,61 personas por km².

## Geografía
Spurgeon se encuentra ubicado en las coordenadas 36°26′40″N 82°27′41″O / 36.44444, -82.46139. Según la Oficina del Censo de los Estados Unidos, Spurgeon tiene una superficie total de 10.94 km², de la cual 10.67 km² corresponden a tierra firme y (2.53%) 0.28 km² es agua.

## Demografía
Según el censo de 2010, había 3.957 personas residiendo en Spurgeon. La densidad de población era de 361,61 hab./km². De los 3.957 habitantes, Spurgeon estaba compuesto por el 95.83% blancos, el 1.92% eran afroamericanos, el 0.2% eran amerindios, el 0.28% eran asiáticos, el 0.03% eran isleños del Pacífico, el 0.43% eran de otras razas y el 1.31% pertenecían a dos o más razas. Del total de la población el 1.74% eran hispanos o latinos de cualquier raza.